# Clay Center (Nebraska)
Clay Center – miasto w Stanach Zjednoczonych, w stanie Nebraska, siedziba administracyjna hrabstwa Clay.